# Blanka av Artois
Blanka av Artois, född 1248, död 1302, var en drottning av Navarra; gift 1269 med kung Henrik I av Navarra. Omgift 1276 med den engelska prinsen Edmund Krokrygg, earl av Lancaster. Hon var Navarras regent som förmyndare för sin dotter från 1274 till 1284.

## Biografi
Blanka var dotter till greve Albert I av Artois och Mathilda av Brabant och brorsdotter till kungen av Frankrike. Hon gifte sig 1269 med prins Henrik av Navarra i en dubbelallians mellan Frankrike och Navarra, samtidigt som hennes svåger kungen av Navarra gifte sig med en fransk prinsessa. 1270 avled hennes svåger, och hennes make efterträdde honom som kung. Parets son avled 1273, och deras dotter Johanna blev därför tronföljare. 

### Regent
1274 avled Henrik I och efterträddes av sin dotter Johanna I med Blanka som förmyndarregent. Navarra hade kvinnlig tronföljd, men vid denna tid uppfattades en kvinnlig monark som ett svaghetstecken, och grannländernas kungar ville ansluta Navarra till sina länder genom att tvinga Johanna att gifta sig med dem eller deras söner. Navarra invaderades av Kastilien, som belägrade huvudstaden. Navarra lyckades försvara sig, men Blanka bedömde situationen som i längde ohållbar och flydde tillsammans med Johanna till det franska hovet, där hon sökte beskydd hos sin kusin kungen av Frankrike. 
Hon undertecknade ett fördrag med kungen där Johanna trolovades med den franska tronföljaren: bröllopet skulle äga rum när Johanna blev myndig, varpå hon och hennes make skulle bli medregenter jure uxoris och Navarra och Frankrike förenas. Blanka överlät därefter styrelsen av kungariket Navarra på sin dotters blivande svärfar kungen av Frankrike. Däremot behöll hon direktkontrollen över grevskapen Champagne och Brie, som var betydligt rikare. Hon gifte 1276 om sig med Edmund Krokrygg. Det äktenskapet tycks ha varit en kärleksrelation, och paret delade förmynderskapet över Champagne och Brie. 

### Senare liv
År 1284 blev hennes dotter Johanna myndig, gifte sig med den franska tronföljaren och tog direkt kontroll över Navarra, Champagne och Brie. Blanka var bosatt i England mellan 1293 och 1296. Hon bodde med maken i Engelska Gascogne i Frankrike under hans befattning där 1296, då hon blev änka för andra gången. Hon var sedan bosatt i Frankrike.